# Luis Cazorro
Luis Cazorro est un footballeur puis entraîneur français d'origine espagnole né le 25 février 1918 à Terrassa et mort le 2 juin 2009 à Balaruc-les-Bains. Il évolue au poste de défenseur du début des années 1940 au début des années 1950.
Il joue à l'US Cazères puis au SO Montpellier où il termine sa carrière. Devenu entraîneur, il dirige notamment ce même club.

## Biographie
Luis Cazorro nait à Terrassa le 25 février 1918. Il pratique la boxe en Espagne comme Poids mi-moyens. Il est champion amateur de Catalogne de cette catégorie en battant un futur adversaire de Marcel Cerdan. Réfugié en France en raison de la Guerre d'Espagne en 1939, il découvre le football à l'âge de 23 ans, au FC Merville, club du village de Merville, localité proche de Toulouse.
Il devient rapidement un bon défenseur central et, est alors recruté par l'US Cazères. Il termine, avec ses coéquipiers, vice-champion de France amateur (zone sud) en 1943. L'équipe est battue en finale par l'AS Montferrand. En 1945, l'US Cazères bat en Coupe de France, lors des trente-deuxièmes de finale, le SO Montpellier, sur le score de quatre buts à deux. Luis Cazorro est alors remarqué par les dirigeants montpelliérains qui le recrutent pour la saison suivante. Pierre Chayriguès dit alors de lui : « Je le tiens pour un des meilleurs demie centre pratiquant actuellement en France ».
Le SO Montpellier termine premier du groupe sud en 1946 et accède ainsi à la Division 1. Titulaire en défense centrale, Luis Cazorro et ses coéquipiers disputent trois saisons à ce niveau avant d'être relégués en 1950.
Il quitte le club en fin de saison 1951 et, après une expérience d'entraîneur à Ajaccio, il revient diriger l'équipe montpelliéraine en 1951 qui vient d'obtenir la montée en Division 1 sous l'autorité d'Istvan Zavadsky. Il ne parvient pas à maintenir le club à ce niveau et quitte le club en fin de saison. Il dirige ensuite, de 1953 à 1956 le club de l'UV Ganges puis, le club de Balaruc-les-Bains. Il meurt dans cette même ville le 2 juin 2009,.

## Palmarès
- Champion de France de Division 2 (groupe Sud) en 1946 avec le SO Montpellier.
- Vice-champion de France amateur (zone sud) en 1943 avec l'US Cazères.